# 大司马
大司馬是中國歷史上的一個官職名。為國家最高軍事長官。在《周禮》中，司馬為職掌軍事的官员。

## 簡介
漢武帝於建元二年（前139年）廢太尉。元狩四年（前119年）置大司馬，以代太尉之权，但无金印紫绶，作为大将军卫青和骠骑将军霍去病的加号。
因汉初丞相的权力过大。自汉武帝起，章奏的拆读与审议，转归以大将军为首的尚书。大臣有罪，由尚书劾奏；选任御史大夫，由尚书品定高下；官吏有功迁升，上报尚书；州郡官吏入朝奏事，则面见尚书。丞相若有过失，反由尚书问状劾奏。由此，丞相的权力被一步一步的剥夺，只是在礼仪上还是百僚之长。西汉后期干脆废掉丞相，改为大司徒，与从太尉改过来的大司马、从御史大夫改过来的大司空并列。
漢武帝死後，將之授以霍光。霍光以大司马大将军輔政，昭帝年幼，政事均由霍光定夺。
其後西漢一直有大司馬之官，后也加于骠骑将军、车骑将军，称大司马骠骑将军、大司马车骑将军，常用为加官，授与掌权的外戚，也有不兼将军号者。
汉成帝时，王凤为大司马大将军辅政，“政事大小皆自凤出，天子曾不一举手”。
漢哀帝時，廢丞相改為大司徒，但大司馬仍存，與大司空同屬三公之一，共掌朝政，如董贤代丁明为大司马卫将军，掌管所有朝政。
東漢時以大将军吴汉为大司马，吴汉死后，漢光武帝为了削弱三公权力，将大司馬改為太尉。东汉末年，大司马与三公（太尉、司徒、司空）并设，位在三公之上。如汉献帝时的刘虞、权臣李傕。《资治通鉴》卷第六十一：（兴平）二年（乙亥、公元一九五年）。辛巳，以车骑将军李傕为大司马，在三公之右。
魏晉南北朝時不定期會設有大司馬官職，为上公，第一品，位在三公之上，多授予有權勢的大臣，一般由重号将军如大将军或上大将军等升迁而来。如曹魏的曹仁、曹休、曹真，蜀汉的蒋琬，東吴的施绩、吕岱、丁奉等。近世以來的兵部尚書有時也别稱作大司馬。明清以大司马为兵部尚书的代称，明代为正二品，清代为从一品。

## 历代大司马
东周至秦末
- 鲁国：叔孙氏
- 郑国：公子发、公孙虿
- 蔡国：公子燮
- 陈国：司馬桓子
- 宋国：孔父嘉、公子目夷、公孙固、乐豫、公子卬、华耦、皇鄖、华费遂、華貙、公孙忌、向魋、皇野、皇非我
- 楚国：鬬宜申、子良、子越、蒍贾、子反、公子申、公子何忌、子庚、蒍子冯、公子橐師、公子成、公子齮、蒍掩、司馬督、弃疾、公子魴、薳越、子期、公孙宽
- 楚：秦嘉、曹咎、周殷

西汉
- 西漢朝廷：衞青、霍去病、霍光、張安世、霍禹、韓增、許延壽、史高、王接、許嘉、王鳳、王音、王商、王根、王莽、師丹、傅喜、丁明、傅晏、韋賞、董賢、王莽、王舜、馬宮
- 刘信：翟义
- 刘玄：朱鮪、刘秀、朱鮪（左大司马）、劉賜（前大司馬）、趙萌（右大司马）
- 劉望：莊尤
- 劉嬰：弓林
- 刘盆子：逄安（左大司马）、謝祿（右大司马）
- 刘永：苏茂
- 公孙述：公孙光、延岑

新朝
- 甄邯、孔永、逯並、苗訢、陳茂、严尤、董忠、王邑

东汉
- 吳漢、劉虞、李傕、張楊、劉備

三國
- 魏：曹仁、曹休、曹真、公孙渊
- 蜀漢：蔣琬
- 吳：呂範、朱然（左大司马）、全琮（右大司马）、呂岱、滕胤、施績（左大司马）、丁奉（右大司马）、陸抗

晋朝
- 西晉：石苞、司馬望、陳騫、司馬攸、司馬亮、司馬冏、王浚、司馬保
- 东晋：王導、陶侃（贈）、王導、桓溫、司馬德文

十六国
- 前赵：刘和、刘洋、刘聪、刘景、刘曜、刘骥、刘雅、刘胤
- 后赵：石斌、石苞、李农、董闵（冉魏）
- 慕容燕：慕容恪、慕容冲、慕容农
- 前秦：雷弱儿、苻安、苻纂、窦冲
- 后凉：吕弘
- 北燕：冯素弗

南北朝
- 刘宋：刘义恭
- 南齐：萧嶷、王敬则、萧衍
- 南朝梁：蕭偉、王僧辯
- 北魏：奚敬、万安国、元休、冯熙（贈）、馮誕（贈）、元勰、元雍、元彧、元延明、元徽、爾朱天光、爾朱買珍（贈）、元悅、元欣、元亶、元顥（贈）
- 东魏：元諶、高乾（贈）、竇泰（贈）、元鸷、娄昭、斛律金、元湛（贈）、尉景、元旭、劉豐（贈）
- 北齐：斛律金、韩轨、高演、高湛、高浟、段韶、段榮（贈）、高湝、婁叡、潘樂（贈）、高潤、高俨、高长恭、高孝珩
- 西魏：独孤信
- 北周：独孤信、宇文护、贺兰祥、宇文震（贈）、尉迟迥、宇文宪、陆通、宇文招、侯莫陈芮、杨坚、窦毅、杨勇

隋末
- 萧铣：董景珍
- 沈法兴（自立）

### 引用
1. ↑  《汉书·百官公卿表》
2. ↑  《太平御览·职官部七·大司马》：《漢官序》曰：三司之職，司馬主兵，漢承秦曰太尉，武帝改曰大司馬。無印綬，官兼加而已。世祖改曰太尉。
3. ↑  《汉书·卷十九上·百官公卿表》
4. ↑  《汉书 外戚传》
5. ↑  《汉书·佞幸传第六十三》